# 新聞自由基金會
新聞自由基金會（英語：Freedom of the Press Foundation, FPF）係於2012年成立的非營利組織，旨在資助並支持言論和新聞自由。該組織建立之初主要為獨立新聞組織管理群眾募資（眾籌）事務，目前則轉為開發科技項目協助保障記者的數位安全，並為其進行法令宣導。
基金會開發的自由軟體SecureDrop提供記者與其受訪者匿名和安全的通訊渠道，並被全球65個新聞機構採用。同時，該軟體被用於管理美國新聞自由追蹤系統（該國紀錄侵犯新聞自由的資料庫）。
基金會董事會成員包括丹尼爾·艾爾斯伯格、蘿拉·柏翠絲、葛倫·葛林華德和潔妮·賈丁等傳媒工作者、吹哨人和電影製片人。NSA吹哨人愛德華·史諾登於2014年加入董事會，並擔任主席至2016年。而潔妮·賈丁於同年離開董事會。

## 眾籌
新聞自由基金會為資助受到金融封鎖的維基解密而成立。2012年末，基金會重新透過Visa、萬事達卡和PayPal向維基解密捐款，此前該三家金融支付公司於2010年末凍結該網站的捐款帳戶。2017年12月，在協助維基解密處理款項5年後，基金會董事會一致認為金融封鎖已不再影響其營運，並自2018年1月8日斷絕與該網站的關係。
基金會同時透過加密工具向其他透明新聞機構、非營利組織和媒體工作者提供眾籌支持，其中包括MuckRock、美國國家安全檔案館、The UpTake、新聞調查局、公共誠信中心、揭露真相、LEAP加密接入項目（LEAP Encryption Access Project）、Open Whisper Systems、Tails作業系統和Tor項目等。
2013年5月，在美國政府拒絕公開蕭爾斯·曼寧洩密案的筆錄後，基金會於網路籌集超過10萬美元的捐款，用於聘請專業的法庭記錄員在曼寧審判期間進行紀錄，並在每次審判結束後將其發布至網際網路供媒體報導使用。保密政策專家史蒂文·阿福特古德認為此次眾籌活動「史無前例」，並表示「公眾明確地表明其對審判公開性的期望......而法官和檢察官可能因此蒙羞，不得不重新檢視其一貫使用的保密方式」。
2014年10月，基金會募集超過28,000美元資助紐西蘭獨立記者尼基·海格在其住處被警方搜索後，面對後續與紐西蘭政府的官司。根據報導，該次突襲搜查是為尋找海格在《骯髒政治》一書中使用的匿名消息來源，法院後來裁定警方對海格房屋的突襲搜索為非法。
2015年，基金會針對蕭爾斯·曼寧籌集超過125,000美元的辯護費用，她因向維基解密洩漏軍方訊息而被依美國《間諜法》起訴，軍事法庭後宣判其間諜罪成立。儘管曼寧於2017年1月減刑、同年5月出獄，她的軍事上訴仍持續進行。
2018年6月，基金會開始接受加密貨幣捐款。2021年4月16日，美國國家安全局稜鏡計畫吹哨人愛德華·史諾登透過「foundation.app」網站出售非同質化代幣（NFT），將拍賣所得2,224枚以太幣（約合540萬美元）全數捐贈基金會。該項名為《Stay Free》的NFT以2015年法院裁定稜鏡計畫違法的判決書作為基底，並將其合成為攝影師普拉頓為史諾登拍攝的肖像。

## 科技項目
2013年10月，基金會接手開發自由軟體SecureDrop，該軟體提供吹哨人匿名的訊息提交系統，部分程序由亚伦·斯沃茨開發設計。斯沃茨原先與前駭客凱文·鮑爾森、詹姆斯·多蘭共同開發SecureDrop，而多蘭在斯沃茨去世後將該軟體轉往新聞自由基金會。
SecureDrop已被全球超過65個新聞機構使用，包括《紐約時報》、《華盛頓郵報》、《衛報》、《赫芬頓郵報》、NBC新聞和《The Intercept》等。根據哥倫比亞大學新聞學院所做的研究，該系統成功幫助新聞媒體取得諸多消息來源。
基金會與保衛者計畫合作，於2017年發布免費開源軟體Haven，該行動應用程式可將行動裝置變為安全傳感器，提醒使用者周遭發生的活動。

## 法律行動
2016年1月，基金會對美國司法部提起的訴訟顯示，美國政府為針對記者發出的國家安全信函和外國情報監控法院制定秘密規則。
2016年3月，基金會另一項訴訟披露，巴拉克·歐巴馬政府曾秘密遊說國會反對兩黨的《訊息自由法》改革法案（儘管該法案是以歐巴馬政府的透明度準則為基準逐條制定）。

## 獎項
新聞自由基金會共同創辦人丹尼爾·艾爾斯伯格、約翰·佩里·巴洛、崔佛·蒂姆（Trevor Timm）和雷尼·雷特曼（Rainey Reitman）獲頒2013年休·海夫納《第一修正案獎》。2016年，基金會獲頒美國專業新聞記者協會《詹姆斯·麥迪遜獎》。

## 外部連結
- 新聞自由基金會